# Rėkyva

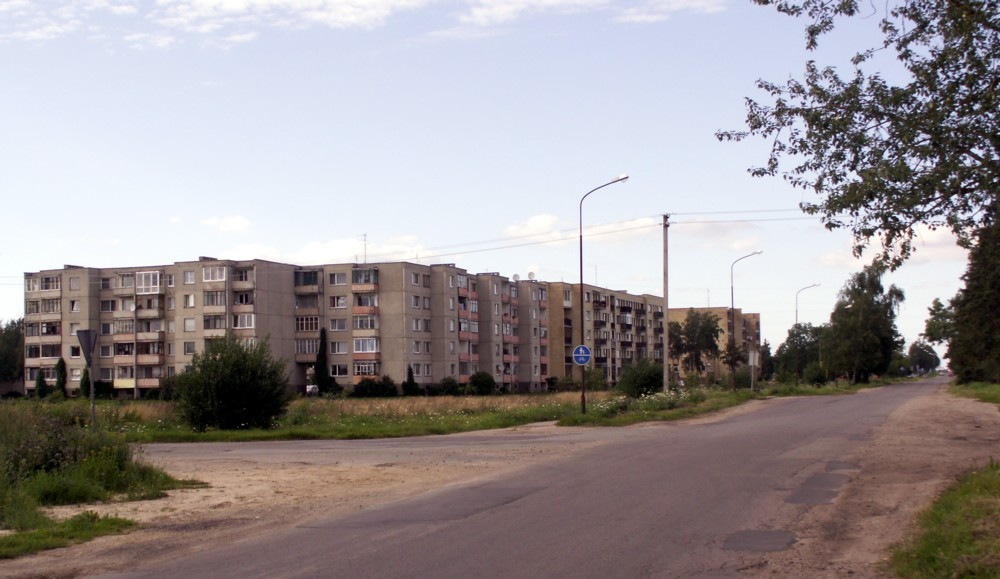
Rėkyva

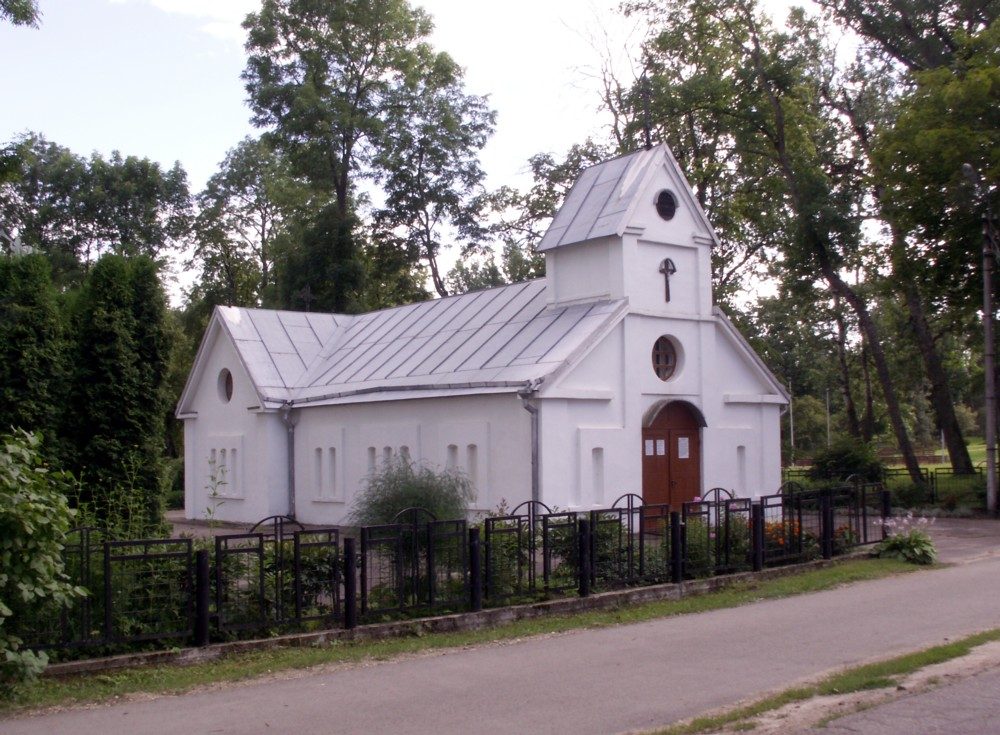
Kapelle

Rėkyva ist ein Stadtteil von Šiauliai in Litauen. Rėkyva liegt am Rėkyva-See, an der Landstraße Tytuvėnai–Pakapė–Šiauliai. Rėkyva ist das Zentrum vom Amtsbezirk Rėkyva. Hier gibt es die Hauptschule Rėkyva, eine Kapelle und eine Ambulanz.

## Geschichte
1578 wurde der Gutshof Rėkyva urkundlich erwähnt. 1923 gab es  105 Einwohner im Gutshof.  Von 1940 bis 2007 gab es hier das Wasserkraftwerk Rėkyva. Die Siedlung Rėkyva wurde für Mitarbeiter des Kraftwerks aufgebaut. Seit 1965 gehört Rėkyva der Stadtgemeinde Šiauliai; der Rest der Siedlung gehört der Rajongemeinde Šiauliai (siehe Rėkyva (Dorf)).